# Замок Зацвей
Замок Зацвей — замок на воді розташований в 50 кілометрах від Кельна в регіоні Айфель.
Його власники були першими в сучасній Німеччині, хто в 1981 році влаштував в своєму замку історичний лицарський турнір.
Замок Зацвей розташований в долині Вайбахез близько шести кілометрів на північний схід від Мекерніх і в дев'яти кілометрів на південний захід від Ойскірхен на кордоні національного парку Ейфель.
Перша зафіксована документація датується 1396 роком, хоча вважається, що стіни фундаменту будівлі замку старіші. Замок Зацвей був родинним замком більше 300 років, і сьогодні це залишається головною резиденцією сім'ї Графів Бейселя фон Генніча.

Типовий замковий комплекс побудований місцевою знаттю XIV–XV століть на низинах, тоді як більшість вважали досконалістю будувати недоступні гірські замки. Природною перешкодою від нападників служив рів. З цієї причини, водний замок, як правило, будували на території, яка майже завжди була поблизу струмка, щоб забезпечувати канави водою. Найсильнішого захисту замку вдалося досягнути за допомогою додаткових зовнішніх надбудов на другому острові.

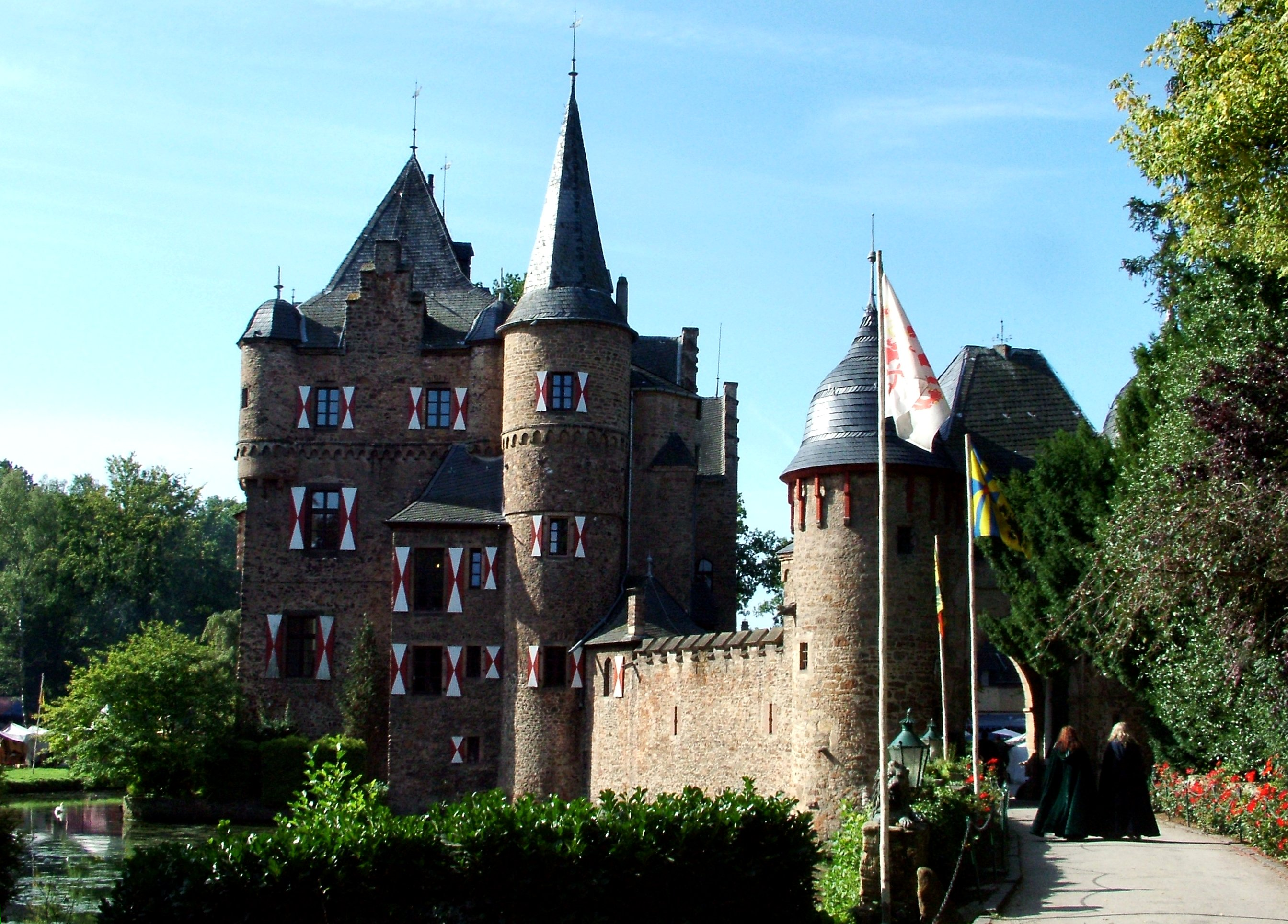
Будівля замку і його північно-східна брама.

## Історія замку
Замок Зацвей спочатку був розташований на двох островах. У XII столітті укріплена і оточена ровами поблизу колишнього монастиря у районі північного міста Бонна резиденція входила у володіння сім'ї Вей так, як і певне церковне майно того ж району, адже голова сім'ї був посадова особа суду. Архієпископ Кельна Енгельберт III став наступником Марка Зацвея, який був відомий як Отто фон Вей, що вперше згадується в 1368 році як перший носій цього імені. Його внучка після закінчення влади чоловічої лінії принесла замок у володіння свого чоловіка в 1391 році. Він, Генрі Краузаузен, в 1396 році першим встановив окремо два поверхи, створив фасад замку в готичному стилі та зареєстрував споруду, як новий адміністративний штаб.

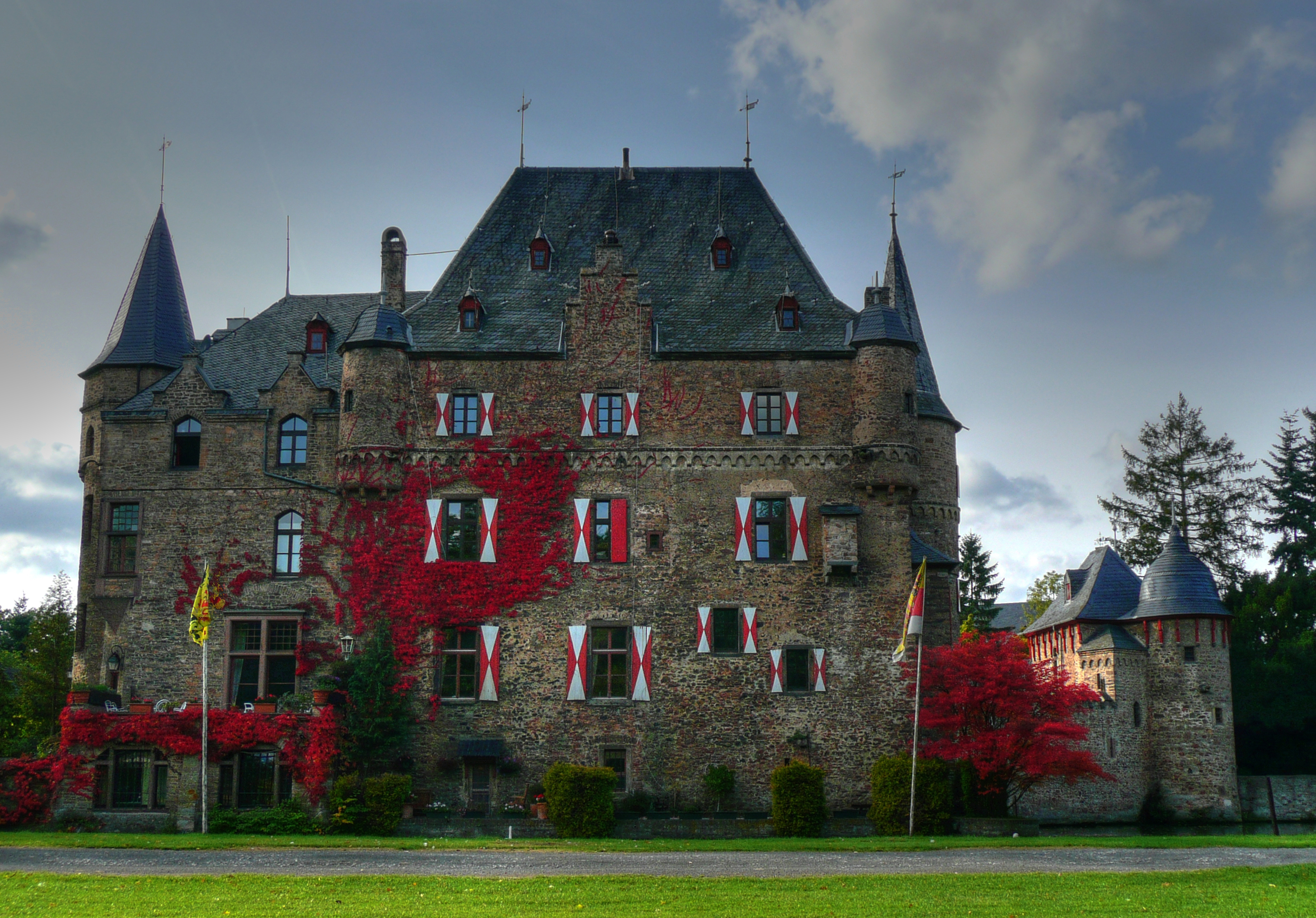
Головна будівля замку.

Ще в XV столітті укріплення маєтку багатократно зміцнили. Побудовано ворота з баштами-близнюками і покращений фасад. У другій половині XV століття замок належав родині Меллера, він залишався їхньою власністю аж до 1512 року поки не перейшов у володіння різних шляхетських родин в 1561 після узурпації шпигунами з Бюлешейму земель короля Вільяма. Для збереження миру в країні архієпископ Кельн підтримав агресивне завоювання. У 1578 р. у замок заселився герцог Юліч Вільям Васильович Річ. Наслідком стало те, що архієпископ Кельн та Вальденбург склали клятву правителя Юліча після трьох років шпигунів Бюлешейму.
Наприкінці XVI століття родина Бейлівік прийшла до влади. У 1747 році замок вижив за рахунок продажу маєтку Йоганна шпигунам з Бюлешейму, а смек Карлу Отто фон Гімлу, що походив із Рейнської шляхетної родини, тому замок отримав родинну емблему і гімн. Однак у 1794 році Зацвей втратив статус захопленого, і відтепер він був лише державною садибою.
До цього часу не було суттєвих структурних змін у замку Зацвей з XVI століття. Тільки канал, зроблений в кінці XIX століття, після капітального ремонту і розширення змінився з часів середньовіччя, але з часу реставрації в значній мірі не змінився до сьогодення. Канави були осушені, будинок замку зазнав доповнень і розширень, а також добудували нові вежі. На колишньому бейлі було зведено будівлі в стилі англійських мармурових забудов, і збудовано маєток з фермерськими будівлями. Ядром і моделлю цієї будівельної роботи стала існуючий оригінальний будівельний каркас початку XV століття.
Після військового руйнування замок залишався в значній мірі збереженим ще століттями. Проте під час Другої світової війни фортеця була помітно пошкоджена. У 1942 році замок приєднався до володінь графині Аделін Вольф Меттерніх замість того аби приєднатися до спадщини її брата, якого вбили під час війни Дітріх. У 1944 році вона вийшла заміж за Франца-Йосипа Графа фон Бесейла з Франції, в шлюбі у них було троє дітей, таким чином, замок Зацвей впав до володінь їхнього старшого сина, графа Бейсела фон Гімла та його дружини. Молода пара переїхала в замок і відреставрувала найважливіші компоненти конструкцій. Тут народились їхніх четверо синів.

## Реставрація замку
У 1737 році замок проданий в сім'ю з Гумніху, а саме Іоганну Францу Шпилісу. Коли зі смертю Йохани Марії фон Гімнич 1825 року, її хрещеник Макс Фелікс граф Вольф Меттерніх успадкував володіння. Його син Дітріх, майстер Зацвея з 1878 року, повністю розвинув стиль замку до його сьогоденного вигляду.

Через шлюб Аделіни графства Вольфа Меттерниха до каналу з Францем Йозефом Графом Бейсселем фон Гимнічем у 1944 році, замок прийшов до родини нинішнього власника, Франца Йозефа Графа Бейсселя з Гімніча молодшого, який з 1981 року через лицарські ігри та інші історичні події замку Зацвей відомо за межами країни.

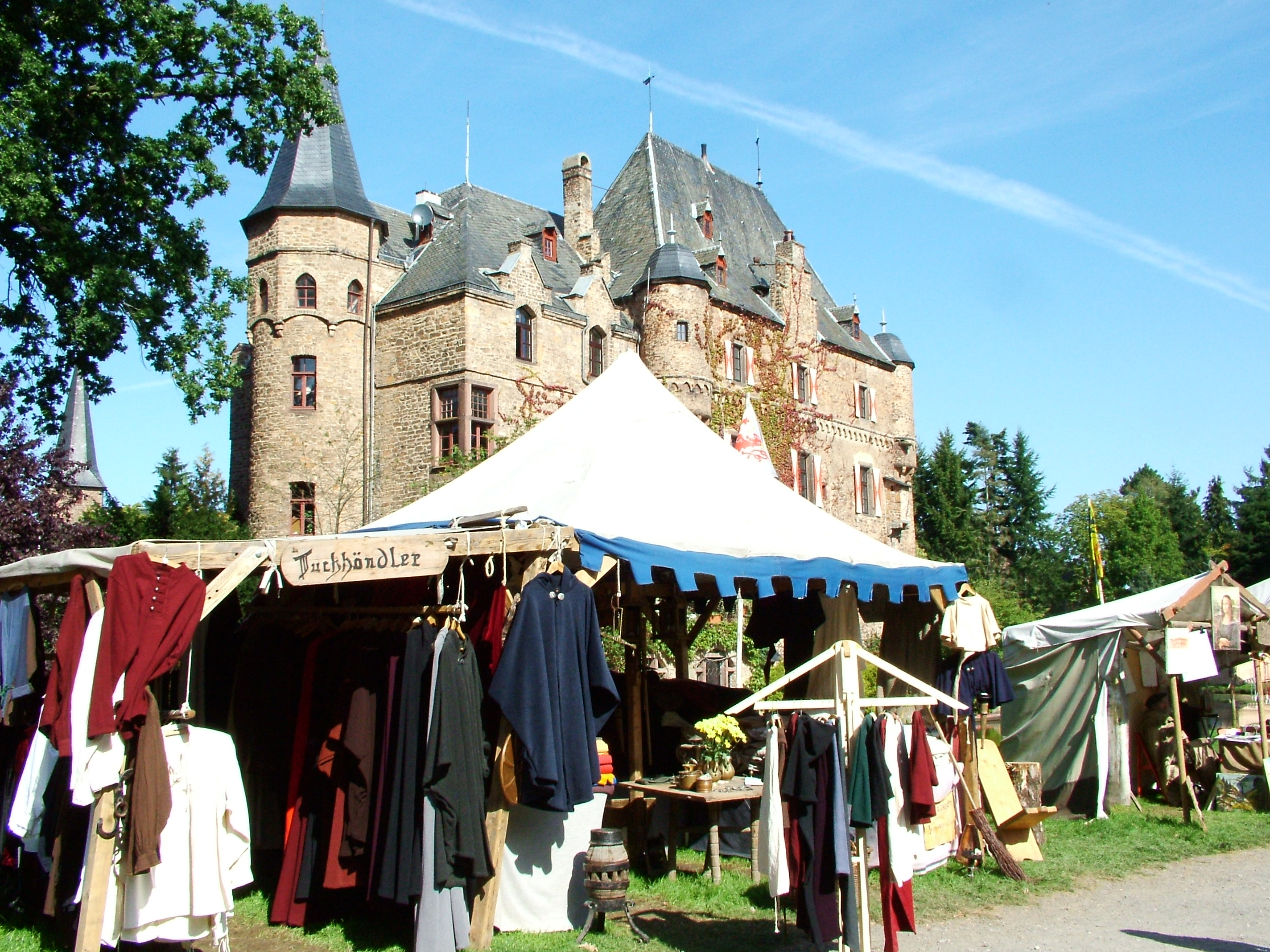
Середньовічний фестиваль.

## Замок сьогодні
У 1977 році старший син Франц Йосиф граф Бейсел фон Генніч відмовився від майна батьків. Щоб вберегти замок і збагатити історію та традиції минулих епох, він вирішив зробити цей об'єкт доступним для громадськості і разом з дружиною Жаннет та його дочкою організовувати там історичний фестиваль лицарів.
Регулярні події на замковій сцені включають Фестиваль лицарів, Великдень, Фестиваль відьом, Хелловін та Різдвяний ярмарок, а також середньовічні змагання, музичні заходи, театральні вистави та сценічні постановки.
Сьогодні замок Зацвей виглядає краще, ніж у своєму первісному вигляді. Конструкції першого поверху замку, двоповерхові ворота, північна стіна і північна вежа є найдавнішими частинами. Вони вижили 600 років і з закінченням будівництва наприкінці XIX століття вважаються пам'яткою типового німецького замку.
Зараз адміністрація замку пропонує можливість залишитися з ночівлею в корпусі Белетажу або в одному із маєтків замку або встановити свій табір під відкритим небом. У будь-якому випадку гарантується незабутня атмосфера. Також дозволяється зберігати у стайні у парку замку коней або розміщувати їх поруч зі своїм наметом на загоні і дивитися на зірки.